# Queries per second
Queries per second (anglais : « requêtes par seconde »), abrégé en QPS, est un terme informatique correspondant au nombre de requêtes qu'un serveur informatique accepte de traiter par seconde.